# Mistrzostwa Austrii w Lekkoatletyce 1921
Mistrzostwa Austrii w Lekkoatletyce 1921 – zawody lekkoatletyczne, które odbyły się w dniach 26–29 czerwca 1921 w Wiedniu.

## Rezultaty

### Mężczyźni
| NR – rekord kraju |

| Konkurencja:                    | 1. miejsce           | Rezultat |
| Bieg na 100 metrów              | Rudolf Rauch         | 11,2     |
| Bieg na 200 metrów              | Rudolf Rauch         | 23,3     |
| Bieg na 400 metrów              | Ulrich Lederer       | 53,2     |
| Bieg na 800 metrów              | Ferdinand Friebe     | 2:00,2   |
| Bieg na 1500 metrów             | Ferdinand Friebe     | 4:12,0   |
| Bieg na 5000 metrów             | Rudolf Haidegger     | 16:20,4  |
| Bieg na 110 metrów przez płotki | Alexander Weilheim   | 16,8     |
| Skok wzwyż                      | Richard Haselsteiner | 1,75     |
| Skok o tyczce                   | Richard Haselsteiner | 3,52 NR  |
| Skok w dal                      | Otto Egger           | 7,03     |
| Pchnięcie kulą                  | Hans Neumann         | 11,56    |
| Rzut dyskiem                    | Ludwig Kraus         | 36,14    |
| Rzut oszczepem                  | Rudolf Rauch         | 44,87    |
| Chód na 5000 metrów             | Rudolf Kühnel        | 24:54,2  |

### Kobiety
| Konkurencja:          | 1. miejsce   | Rezultat |
| Bieg na 100 metrów    | Maria Keller | 13,7     |
| Bieg na 300 metrów    | Hilde Lahr   | 47,3     |
| Skok wzwyż            | Maria Keller | 1,34     |
| Skok w dal            | Maria Keller | 4,80     |
| Pchnięcie kulą (5 kg) | Grete Bidla  | 7,35     |
| Rzut dyskiem (1,5 kg) | Hilda Müller | 20,14    |

#### Bieg przełajowy mężczyzn
Mistrzostwa w przełajach rozegrano w Wiedniu, na dystansie około 5,5 kilometra.
| Konkurencja:                  | 1. miejsce       | Rezultat |
| Bieg przełajowy (ok. 5,5 km.) | Rudolf Haidegger | 21:00    |